# Bairische Kennwörter
Bairische Kennwörter sind eine kleine Zahl von linguistischen Merkmalen, die als Kennzeichen der verschiedenen bairischen Dialekte gelten und in keinem anderen deutschen Dialekt vorhanden sind. Diese Kennwörter waren um das Jahr 1900 typisch für alle bairischen Dialekte in Bayern, Österreich und Südtirol, sind aber in der modernen Umgangssprache und urbanen Dialekten weitestgehend verschwunden und so mittlerweile in manchen Regionen nur mehr als historisch zu betrachten. Das Zimbrische in Oberitalien, dessen Ursprung in der Forschung lange umstritten war, weist auch die bairischen Kennwörter auf und wird deshalb ebenfalls als bairischer Dialekt eingestuft.

## Klassifizierungsproblem
Die bairischen Dialekte sind eine relativ heterogene Gruppe von Sprachvarietäten, die jedoch zahlreiche Gemeinsamkeiten aufweisen und historisch gesehen einen gemeinsamen Ursprung im Mittelalter haben. Viele Merkmale, die als typisch bairisch gelten, treffen aber nicht auf alle Dialekte dieser Gruppe zu. Oft werden Merkmale als typisch bairisch wahrgenommen, die nur für die mittelbairischen Dialekte des Alpenvorlands und des Donauraums gelten, während die Dialekte an den geographischen Rändern, besonders in den Alpenregionen sowie im Norden in der Oberpfalz, teilweise anderen Lautgesetzen folgen und sich auch durch das Vokabular vom Mittelbairischen unterscheiden. Daneben bestehen im geographisch zentral gelegenen Raum Unterschiede zwischen den Dialekten in Altbayern und Österreich.
Weitere sprachliche Merkmale, die für alle bairischen Dialekte gelten, findet man jedoch nicht exklusiv nur dort. Durch gegenseitige Beeinflussung und ähnliche sprachliche Entwicklungen kann es vorkommen, dass als typisch bairisch wahrgenommene Merkmale durchaus auch in den westlich angrenzenden alemannischen Dialekten zu finden sind oder in den nördlich angrenzenden ostfränkischen Dialekten. Der Einfluss der neuhochdeutschen Standardsprache, der auf alle deutschen Dialekte und Regionalidiome wirkt, hat es weiter erschwert, klare Unterscheidungen zwischen den Dialektfamilien zu definieren.

## Lösungsansatz
Die Sprachwissenschaft wollte in diesem Problemfeld Merkmale finden, die eine wissenschaftlich exakte Zuordnung ermöglichen. Ein Konzept dieser Forschung wurde von dem aus Kärnten stammenden Germanisten und Dialektologen Eberhard Kranzmayer definiert, der durch intensive Feldforschung eine kleine Gruppe von Merkmalen erkennen konnte, die wirklich nur auf die bairischen Dialekte beschränkt ist. In einer Publikation aus dem Jahr 1960 hat er diese Bairische Kennwörter genannt.
Seine empirischen Daten, auf denen diese Definition beruht, stammen zum einen aus historischen Texten, vom Frühmittelalter bis in die Neuzeit, sowie aus dokumentierten Sprachproben aktiver Dialektsprecher bis in die erste Hälfte des 20. Jahrhunderts.

## Die bairischen Kennwörter

### ésundenk
Alle bairischen Basilekte weisen die vom Standarddeutschen abweichenden Pronomen für die 2. Person Plural auf, nämlich és und enk. Beispiele:
- Wås måchts és haid? (Was macht ihr heute?)
- Wia ged’s enk? (Wie geht es euch?)
- Griaß enk God. (Grüß euch Gott.)

Nach Ansicht der Linguistik gehen diese Personalpronomen auf alte indoeuropäische Dualformen zurück, die auch aus der gotischen Sprache bezeugt sind. Das ursprüngliche Numerus-System von Singular/Dual/Plural ist in anderen deutschen Idiomen auf Singular und Plural reduziert worden, während sich im Bairischen für die 2. Person Plural die grammatischen Formen des alten Dual erhalten haben, funktional aber auch auf den Plural übertragen wurden.
Außer im Bairischen finden sich vergleichbare Formen zum einen in der mittelbergischen Remscheider Mundart als chätt, jätt (Nominativ), önk (Dativ und Akkusativ) und önker (Possessiv), wobei /ö/ gerundetes /e/ ist. Zum andern gibt es sie in regionalen Varianten des ursprünglich in Polen beheimateten Zentraljiddisch, was den Linguisten Dovid Katz im Jahr 2004 zur Aufstellung einer neuen These zum Ursprung dieser Sprache inspiriert hat.

### Konjugation: 2. Person Plural auf-ts
Denselben Ursprung hat die Konjugation der Verben in der 2. Person Plural, die in allen bairischen Dialekten auf -ts endet. Diese Form hat sich sogar in den modernen urbanen und vom Standarddeutschen beeinflussten Umgangssprachen erhalten und wird mündlich weiterhin in allen Sprachschichten gesprochen. Beispiele dafür sind etwa:
- Gehts es haid ins Kino? (Basilekt)
- Gehts ihr heute ins Kino? (standardnahe Umgangssprache)

- Kints ma ned gach höfn? (Basilekt)
- Könnts ihr mir nicht schnell helfen? (standardnahe Umgangssprache)

- Es sats då ned dahoam. (Basilekt)
- Ihr seids hier nicht daheim. (standardnahe Umgangssprache)

### Die bairischen Wochentage
In allen bairischen Dialektregionen waren bis vor kurzem in allen bodenständigen Dialekten die vom Standarddeutschen abweichenden Bezeichnungen für die Wochentage Dienstag und Donnerstag nachweisbar. Diese werden zwar regional lautlich unterschiedlich realisiert, gehen aber alle auf denselben Ursprung zurück:
- Dienstag: Ergtag, Erchtåg, Earidåg, Iadåg, Irda
- Donnerstag: Pfingstag, Pfinztåg, Pfingsdåg, Pfinsda

Die gängigste Theorie zu dieser Abweichung von allen anderen deutschen Dialekten besagt, dass diese zwei Wochentagsnamen auf das Griechische zurückgehen. Areôs hêméra ist im Griechischen der Tag des Gottes Ares, der in der Mythologie dem römischen Kriegsgott Mars entspricht, von dem sich der Wochentagsname in den romanischen Sprachen ableitet. Der Donnerstag heißt im Griechischen pempte hêméra, „der fünfte Tag (der Woche)“, wobei nach biblischer Überlieferung der Sonntag als erster Tag gezählt wurde. Das Wort Pfingsten (pentekostē hēmera, „der fünfzigste Tag“) hat einen ähnlichen Ursprung.
In diesem Zusammenhang wird in der Forschungsliteratur meist auf einen oströmischen Einfluss hingewiesen bzw. über Vermittlung der Goten auf eine mögliche Missionierung der frühen Bajuwaren zum Christentum in der Form des Arianismus. Dabei wären diese Wochentagsnamen durch die Übersetzung der Wulfilabibel vom Griechischen ins Gotische auch ins Bairische gelangt. Diese These gilt allerdings als umstritten.

### Dult, Maut und Pfaff
Ebenfalls aus dem Gotischen stammen die Wörter Dult, Maut und Pfaff(e). Ersteres bezeichnet ein Volksfest, ein Kirchweihfest und ist heute noch als lokale Bezeichnung verbreitet, gilt jedoch als typisch für die bairischen Dialekte. Das Wort Maut in der Bedeutung für „Wegzoll“ stammt ebenfalls aus dem Gotischen und hat über die bairischen Dialekte Eingang in die Standardsprache gefunden. Das Wort Pfaffe stammt aus dem Griechischen (πάππας, pappas) und es wird vermutet, dass es wie die Wochentagsnamen über das Gotische ins Bairische gekommen ist. Von dort wanderte es weiter in den Norden. In den bairischen Dialekten galt dieses Wort als vollkommen wertneutrale Bezeichnung für einen Priester, erst im 19. Jahrhundert hat es von Preußen ausgehend (siehe Kulturkampf) eine negative Konnotation bekommen und wird deshalb heute auch im Dialekt als unfreundliche Vokabel empfunden.

### Pfoat
Das Wort Pfoad (Pfeid, Pfeit) in seiner Bedeutung für Hemd bzw. Oberkleid ist ebenfalls nur in den bairischen Dialekten zu finden. Ein Beispiel aus Unternberg im Lungau:
- Dei drekhige Pfoat mågst woi ausziachn. (Dein schmutziges Hemd willst du bestimmt ausziehen.)

### Kranewitten
Die Wacholderbeeren wurden um 1900 in allen bairischen Dialekten Kranewitten genannt. Diese Bezeichnung wurde in dieser Zeit auch in hochsprachlichen Werken aus Bayern und Österreich verwendet, weshalb es teilweise auch über diesen Raum hinaus bekannt wurde. Es findet sich teilweise in alten Kochbüchern. Beispiele für die dialektale Aussprache im Bairischen:
- Kranewitt, Kranawitt, Khrånebitt, Khramatpee, Krowent bzw. Krowentbirl